# Сумрак разума
«Сумрак разума» (англ. Blackwoods) — психологический триллер 2001 года, поставленный режиссёром Уве Боллом.

## Сюжет
Молодой человек по имени Мэтт Салливан (Matt Sullivan) собирается поехать знакомиться с родителями своей девушки Дон (Dawn) в мрачный лесной район Блэквудс (англ. Blackwoods). Местные жители ведут себя довольно странно. Например, шериф Хардинг почему-то уверен, что уже видел Мэтта. По пути молодая пара останавливается в отеле. Вскоре в их номер врывается человек с топором и пытается убить Мэтта. В завязавшейся драке Мэтту удаётся оглушить нападавшего, после чего он тут же зовёт менеджера отеля. Когда двое возвращаются в номер, человека с топором уже и след простыл. Также куда-то пропадает и Дон. Мэтт отправляется на поиски девушки.

## В ролях
| Актёр               | Роль                 |
| ------------------- | -------------------- |
| Патрик Малдун       | Мэтт Салливан        |
| Киган Коннор Трейси | Доун / Молли         |
| Уилл Сандерсон      | Джим                 |
| Майкл Паре          | шериф Хардинг        |
| Клинт Ховард        | работник мотеля Грег |
| Майкл Эклунд        | Билли                |
| Саманта Феррис      | официантка           |
| Энтони Харрисон     | доктор Келли         |
| Мэттью Уолкер       | Па Франклин          |
| Джанет Райт         | Ма Франклин          |
| Шон Кэмпбелл        | Джек Франклин        |
| Бен Деррик          | Джон Франклин        |

## Производство
Фильм снимался в городе Ванкувер (Канада) и в его окрестностях.

## Выход фильма
- 25 октября 2001 года — премьера в Германии.
- 10 мая 2002 года — выход фильма в США.
- 26 июля 2002 года — выход фильма в Германии.
- 31 августа 2004 года — выход фильма на DVD в Нидерландах.
- 15 августа 2006 года — телевизионная премьера фильма в Венгрии.